# Bulbophyllum quadrisetum
Bulbophyllum quadrisetum là một loài phong lan thuộc chi Bulbophyllum.